# Rob Elliot
Robert Elliot (Chatham, 30 aprile 1986) è un allenatore di calcio ed ex calciatore irlandese, di ruolo portiere.

## Biografia
Rob Elliot è nato in Inghilterra da genitori irlandesi; il padre è originario di Cork.

## Carriera

### Club

#### Inizi: Charlton e prestiti
Cresciuto nel Charlton Athletic, prima di diventarne membro fisso, ha giocato in prestito al Bishop's Stortford, al Notts County e all'Accrington Stanley. Al Charlton è diventato titolare dalla stagione 2009-2010 e vi è rimasto fino al 2011.

#### Newcastle
Il 30 agosto 2011 firma un quinquiennale per il Newcastle United.
Debutta con il Newcastle nella partita vinta ai supplementari in Coppa di Lega contro il Nottingham Forest, in quella che a fine anno si è rivelata essere l'unica partita da lui giocata in stagione per Elliot in quanto riserva di Tim Krul e Steve Harper. L'anno successivo trova maggiore spazio: dopo avere debuttato in campo internazionale in Europa League il 20 settembre 2012 nello 0-0 esterno contro il Marítimo, venendo oltretutto elogiato dal suo allenatore Alan Pardew a fine partita.
Il 24 febbraio 2013 fa il suo debutto in Premier League con il club in occasione del successo per 4-2 contro il Southampton, in cui oltretutto ha fornito a Papiss Cissé l'assist per il momentaneo 2-1 della sua squadra.
Nel 2015-2016, a seguito degli infortuni di Tim Krul e Karl Darlow, diviene titolare dei Magpies, salvo poi perdere il posto a marzo a causa di un infortunio al crociato rimediato in nazionale che lo ha costretto a concludere anzitempo la stagione. A fine anno il club retrocede in Championship ma lui rimane in rosa, tanto che il 7 settembre 2016 rinnova il suo contratto con il Newcastle fino al 2020. Il 12 dicembre 2016 fa la sua prima apparizione post-infortunio con l'Under-23 nel successo per 4-2 contro l'Aston Villa Under-23; rimasto in rosa dopo che a gennaio poteva partire in prestito e avere disputato 2 gare con la formazione Under-23 dei Magpies.
torna a giocare con la prima squadra il 24 aprile 2017 in occasione del successo per 4-1 contro il Preston North End. Quattro giorni dopo viene schierato anche durante la sfida vinta 0-2 contro il Cardiff City, in cui indossa per la prima volta la fascia di capitano del club.
Nel 2020, giunto a fine contratto, non rinnova, lasciando così i bianconeri dopo 9 anni.

#### Watford
Il 28 gennaio 2021, dopo alcuni mesi da svincolato, firma per il Watford. A fine anno rinnova il suo contratto con il club per altri 2 anni.

### Nazionale
Nato in Inghilterra, ha scelto di rappresentare l'Irlanda, nazione delle sue origini; dopo avere rappresentato l'Under-19 irlandese nel 2004, il 5 ottobre 2013 riceve la sua prima chiamata dalla nazionale maggiore in vista delle sfide contro Germania e Kazakistan, senza tuttavia debuttare.
Il debutto arriva il 25 maggio 2014 nell'amichevole persa 1-2 contro la Turchia. Non trova molto spazio negli anni a causa della presenza di Shay Given, David Forde, Darren Randolph e Keiren Westwood. Il 29 marzo 2016, in occasione della sua quarta presenza, subisce un infortunio al crociato che lo costringe a saltare gli Europei giocato pochi mesi dopo in Francia.
Il 13 marzo 2017 torna a fare parte dei convocati dell'Irlanda. Viene convocato in altre occasioni nel 2017 senza però mai scendere in campo.

## Statistiche

### Presenze e reti nei club
Statistiche aggiornate al 1º luglio 2020.
| Stagione                  | Squadra                   | Campionato                | Campionato | Campionato | Coppe nazionali | Coppe nazionali | Coppe nazionali | Coppe continentali | Coppe continentali | Coppe continentali | Altre coppe | Altre coppe | Altre coppe | Totale | Totale    |
| Stagione                  | Squadra                   | Comp                      | Pres       | Reti       | Comp            | Pres            | Reti            | Comp               | Pres               | Reti               | Comp        | Pres        | Reti        | Pres   | Reti      |
| ------------------------- | ------------------------- | ------------------------- | ---------- | ---------- | --------------- | --------------- | --------------- | ------------------ | ------------------ | ------------------ | ----------- | ----------- | ----------- | ------ | --------- |
| 2004-gen. 2005            | Charlton                  | PL                        | 0          | 0          | FACup+CdL       | -               | -               | -                  | -                  | -                  | -           | -           | -           | 0      | 0         |
| gen.-giu. 2005            | Notts County              | FL2                       | 4          | -11        | FACup+CdL       | 0+0             | 0               | -                  | -                  | -                  | FLT         | -           | -           | 4      | -11       |
| 2005-gen. 2006            | Charlton                  | PL                        | 0          | 0          | FACup+CdL       | -               | -               | -                  | -                  | -                  | -           | -           | -           | 0      | 0         |
| gen.-giu. 2006            | Accrington Stanley        | NL                        | 23         | -?         | FACup           | -               | -               | -                  | -                  | -                  | -           | -           | -           | 23     | -?        |
| 2006-gen. 2007            | Accrington Stanley        | FL2                       | 7          | -14        | FACup+CdL       | 0+1             | 0               | -                  | -                  | -                  | FLT         | 3           | -?          | 11     | -14 + -?  |
| Totale Accrington Stanley | Totale Accrington Stanley | Totale Accrington Stanley | 30         | -14 + -?   |                 | 1               | 0               |                    |                    |                    |             | 3           | -?          | 34     | -14 + -?  |
| gen.-giu. 2007            | Charlton                  | PL                        | 0          | 0          | FACup+CdL       | -               | -               | -                  | -                  | -                  | -           | -           | -           | 0      | 0         |
| 2007-2008                 | Charlton                  | FLC                       | 1          | -1         | FACup+CdL       | -               | -               | -                  | -                  | -                  | -           | -           | -           | 1      | -1        |
| 2008-2009                 | Charlton                  | FLC                       | 23         | -33        | FACup+CdL       | 2+1             | -3 + -1         | -                  | -                  | -                  | -           | -           | -           | 26     | -37       |
| 2009-2010                 | Charlton                  | FL1                       | 33         | -35        | FACup+CdL       | 0+1             | -1              | -                  | -                  | -                  | FLT         | -           | -           | 34     | -36       |
| 2010-2011                 | Charlton                  | FL1                       | 35         | -51        | FACup+CdL       | 5+0             | -6              | -                  | -                  | -                  | FLT         | 1           | 0           | 41     | -57       |
| ago. 2011                 | Charlton                  | FL1                       | 4          | -3         | FACup+CdL       | 0+1             | -3              | -                  | -                  | -                  | FLT         | -           | -           | 5      | -6        |
| Totale Charlton           | Totale Charlton           | Totale Charlton           | 96         | -123       |                 | 10              | -14             |                    |                    |                    |             | 1           | 0           | 107    | -137      |
| 2011-2012                 | Newcastle                 | PL                        | 0          | 0          | FACup+CdL       | 0+1             | -3              | -                  | -                  | -                  | -           | -           | -           | 1      | -3        |
| 2012-2013                 | Newcastle                 | PL                        | 10         | -20        | FACup+CdL       | 1+1             | -2 + -2         | UEL                | 5                  | -2                 | -           | -           | -           | 17     | -26       |
| 2013-2014                 | Newcastle                 | PL                        | 2          | -8         | FACup+CdL       | 1+1             | -2 + 0          | -                  | -                  | -                  | -           | -           | -           | 4      | -10       |
| 2014-2015                 | Newcastle                 | PL                        | 3          | -2         | FACup+CdL       | 0+2             | -2              | -                  | -                  | -                  | -           | -           | -           | 5      | -4        |
| 2015-2016                 | Newcastle                 | PL                        | 21         | -37        | FACup+CdL       | 1+0             | -1              | -                  | -                  | -                  | -           | -           | -           | 22     | -38       |
| 2016-2017                 | Newcastle                 | FLC                       | 3          | -1         | FACup+CdL       | 0+0             | 0               | -                  | -                  | -                  | -           | -           | -           | 3      | -1        |
| 2017-2018                 | Newcastle                 | PL                        | 16         | -21        | FACup+CdL       | 0+0             | 0               | -                  | -                  | -                  | -           | -           | -           | 16     | -21       |
| 2018-2019                 | Newcastle                 | PL                        | 0          | 0          | FACup+CdL       | 0+0             | 0               | -                  | -                  | -                  | -           | -           | -           | 0      | 0         |
| 2019-2020                 | Newcastle                 | PL                        | 0          | 0          | FACup+CdL       | 0+0             | 0               | -                  | -                  | -                  | -           | -           | -           | 0      | 0         |
| Totale Newcastle          | Totale Newcastle          | Totale Newcastle          | 55         | -89        |                 | 8               | -12             |                    | 5                  | -2                 |             | -           | -           | 68     | -103      |
| Totale carriera           | Totale carriera           | Totale carriera           | 185        | -237 + -?  |                 | 19              | -26             |                    | 5                  | -2                 |             | 4           | -?          | 213    | -265 + -? |

### Cronologia presenze e reti in nazionale
| Cronologia completa delle presenze e delle reti in nazionale ― Irlanda | Cronologia completa delle presenze e delle reti in nazionale ― Irlanda | Cronologia completa delle presenze e delle reti in nazionale ― Irlanda | Cronologia completa delle presenze e delle reti in nazionale ― Irlanda | Cronologia completa delle presenze e delle reti in nazionale ― Irlanda | Cronologia completa delle presenze e delle reti in nazionale ― Irlanda | Cronologia completa delle presenze e delle reti in nazionale ― Irlanda | Cronologia completa delle presenze e delle reti in nazionale ― Irlanda |
| Data                                                                   | Città                                                                  | In casa                                                                | Risultato                                                              | Ospiti                                                                 | Competizione                                                           | Reti                                                                   | Note                                                                   |
| ---------------------------------------------------------------------- | ---------------------------------------------------------------------- | ---------------------------------------------------------------------- | ---------------------------------------------------------------------- | ---------------------------------------------------------------------- | ---------------------------------------------------------------------- | ---------------------------------------------------------------------- | ---------------------------------------------------------------------- |
| 25-5-2014                                                              | Dublino                                                                | Irlanda                                                                | 1 – 2                                                                  | Turchia                                                                | Amichevole                                                             | -2                                                                     |                                                                        |
| 3-9-2014                                                               | Dublino                                                                | Irlanda                                                                | 2 – 0                                                                  | Oman                                                                   | Amichevole                                                             | -                                                                      | 46’                                                                    |
| 14-11-2014                                                             | Dublino                                                                | Irlanda                                                                | 4 – 1                                                                  | Stati Uniti                                                            | Amichevole                                                             | -                                                                      | 85’                                                                    |
| 29-3-2016                                                              | Dublino                                                                | Irlanda                                                                | 2 – 2                                                                  | Slovacchia                                                             | Amichevole                                                             | -1                                                                     | 16’                                                                    |
| Totale                                                                 |                                                                        | Presenze                                                               | 4                                                                      |                                                                        | Reti                                                                   | -3                                                                     |                                                                        |

## Palmarès

### Giocatore

#### Competizioni nazionali
- Football League Championship: 1

Newcastle: 2016-2017
- FA Trophy: 1

Gateshead: 2023-2024

### Allenatore

#### Competizioni nazionali
- FA Trophy: 1

Gateshead: 2023-2024